# Zeppelina dentata
Zeppelina dentata är en ringmaskart som beskrevs av Francesco Saverio Monticelli 1897. Zeppelina dentata ingår i släktet Zeppelina och familjen Ctenodrilidae. Inga underarter finns listade i Catalogue of Life.